# Sebastidae
Sebastidae là một họ cá biển theo truyền thống xếp trong bộ Scorpaeniformes, nhưng gần đây được phân loại là trong bộ Perciformes. Không phải tất cả các nguồn có thẩm quyền đều công nhận họ này riêng biệt với Scorpaenidae. FishBase công nhận họ này, nhưng ITIS thì không.
Trong khoảng 130 loài trong họ này, phần lớn thuộc chi Sebastes, bao gồm Sebastes norvegicus. Các loài cá trong họ được tìm thấy trong Đại Tây Dương, Thái Bình Dương và Ấn Độ Dương. Hơn 100 loài là thai sinh, và chủ yếu ở Bắc Thái Bình Dương. Tất cả các loài có tuyến nọc độc ở lưng của chúng, hậu môn và xương chậu.